# Carlos Ulanovsky
Carlos Alberto Ulanovsky (Buenos Aires; 23 de octubre de 1943) es un periodista, docente, crítico e historiador argentino. Es autor de numerosos libros sobre la historia de los medios de comunicación en la Argentina y uno de los principales referentes del periodismo y la comunicación social de su país.

## Biografía
Estudió en el Colegio Nacional Mariano Moreno (1957-1961) y a los quince años fundó con Rodolfo Terragno la revista Orbe. Periodista profesional desde 1963, colaboró con Leoplán, Siete Días, Casos, Ocurrió y Panorama. Integró las redacciones de Confirmado, La Opinión, Satiricón, el diario Noticias, Chaupinela, El Ratón de Occidente, Clarín, Humor, El Periodista, El Porteño, Página/12, La Maga y El Cohete a la Luna.
Fue uno de los autores de la idea sobre la que se basó el guion del filme Hay que parar la delantera (1977). En México trabajó en la revista Proceso y en los periódicos Unomásuno y El Universal. Fue coordinador de difusión en el Instituto Nacional del Consumidor desde el que dirigió la Revista del Consumidor (1980-1983).

## Académicas
A mediados de los años 1980, participó de la apertura de la carrera de Ciencias de la Comunicación en la Facultad de Ciencias Sociales de la Universidad de Buenos Aires. Allí, se desempeñó como profesor titular del Taller de Expresión Periodística.
En 1987, fue uno de los fundadores de la escuela de periodismo Taller Escuela Agencia (TEA). También fundó DeporTEA y es socio fundador de TEA Imagen. Entre 2003 y 2005, fue director de Radio Ciudad y de FM 2×4.

## Radio
Condujo Reunión Cumbre en Radio Nacional.
Fue columnista del programa Mañana+ conducido por Luciano Galende en la misma emisora, junto a Hernán Brienza, Nora Veiras, Irina Hauser, Pedro Brieger, Néstor Restivo y Damián El Árabe Ramil. El programa se transmitió por AM870 de lunes a viernes de 9 a 12
En 2018, condujo el programa de radio Reunión cumbre, por radio AM 750, los sábados de 20 a 22.

## Premios
- En 1997 recibió el Premio Konex por su aporte al periodismo y la comunicación.[5]
- Premio Cortázar de la Cámara Argentina del Libro.[6]

En junio de 2024 la Legislatura de la Ciudad Autónoma de Buenos Aires lo distinguió Personalidad Destacada de la Ciudad Autónoma de Buenos Aires en el ámbito de la cultura.

## Obra

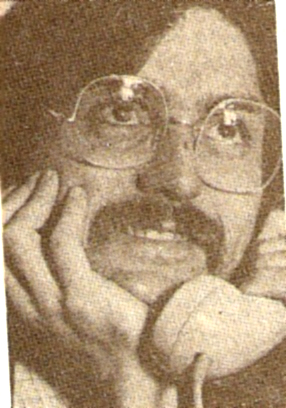

Sus libros refieren a la historia de la radio (Días de radio I y II y Siempre los escucho), la prensa (Paren las rotativas I y II), la televisión (TV Guía Negra, Televisión Argentina 25 años después, Estamos en el aire y ¡Qué desastre la TV!) y discusiones en torno a la argentinidad (Los argentinos por la boca mueren y Como somos).
- Ulanovsky, C.; Walger, S. (1974) TV guía negra: una época de la televisión en la Argentina en otra época. Buenos Aires: Ediciones de la Flor.
- Ulanovsky, C. (1976) 1951-1976. Televisión argentina: 25 años después. Buenos Aires: Hachette.
- Ulanovsky, C. (1994) Los argentinos por la boca mueren: cómo usamos y abusamos de la lengua. Buenos Aires: Planeta. ISBN 950-742-363-X
- Ulanovsky, C. (1994) Los argentinos por la boca mueren 2. Buenos Aires: Planeta. ISBN 950-742-589-6
- Ulanovsky, C. (1997) Paren las rotativas: una historia de grandes diarios, revistas y periodistas argentinos. Buenos Aires: Espasa CalpeISBN 950-852-126-0
- Ulanovsky, C.; Panno, J.; Merkin, M.; Tijman, G. (1997) Días de radio: historia de la radio argentina. Buenos Aires: Espasa Calpe.ISBN 950-852-095-7
- Ulanovsky, C.; Castelo, A.; Guinzburg, J. (1998) Nunca me pasan los mensajes. Buenos Aires: Galerna. ISBN 987-97357-0-6
- Ulanovsky, C. (2001) Seamos felices mientras estamos aquí: crónicas de exilio. Buenos Aires: Sudamericana. ISBN 950-07-2158-9
- Ulanovsky, C. (2003) Como somos. Trapitos argentinos al sol. Buenos Aires: Sudamericana. ISBN 950-07-2330-1
- Ulanovsky, C.; Panno, J.; Merkin, M.; Tijman, G. (2004) Días de Radio I 1920 - 1959. Buenos Aires: ISBN 978-950-042-594-0
- Ulanovsky, C. (2004) Días de Radio II 1960 - 1995. Buenos Aires: Emecé.ISBN 978-950-042-595-7
- Ulanovsky, C. (2005) Paren las Rotativas I 1920 - 1969. Buenos Aires: EmecéISBN 950-04-2670-6
- Ulanovsky, C. (2005) Paren las Rotativas II 1970 - 2000. Buenos Aires: EmecéISBN 950-04-2726-5
- Ulanovsky, C.; Itkin, S.; Sirvén, P. (2006) Estamos en el Aire: una historia de la televisión en la Argentina. Buenos Aires: Emecé.ISBN 950-04-2773-7
- Ulanovsky, C.; Sirvén, P. (2007) Siempre los escucho: retratos de la radio argentina en el siglo XXI. Buenos Aires: Emecé.ISBN 978-950-04-2946-7
- Ulanovsky, C. (2009) ¡Qué desastre la TV! Buenos Aires: Planeta. ISBN 978-950-043-208-5
- Ulanovsky, C.;Tato Bores (2010) Tato. Buenos Aires: Planeta. ISBN 978-950-043-140-8
- Ulanovsky, C. (2013) Nunca bailes en dos bodas a la vez Buenos Aires: Emecé. ISBN 978-950-04-3517-8
- Ulanovsky, C.; Gustavo Lema; Alberto Ronzoni; Susana Pelayes (2014) "Radio Belgrano (1983-1989). El aire que la democracia nos legó", Radio Belgrano. Buenos Aires: Colihue. ISBN 978-987-684-267-9
- Ulanovsky, C. (2018) Seamos felices mientras estamos aquí Buenos Aires: Marea. ISBN 978-987-3783-64-7
- Ulanovsky, C. (2018) Nada más aburrido que ver filmar Buenos Aires: Grupo Editorial Sur. ISBN 978-987-3895-47-0
- Ulanovsky, C. (2018) Mi Congreso de la Lengua Buenos Aires: Grupo Editorial Sur. ISBN 978-987-3895-48-7
- Ulanovsky, C. (2021) 36.500 días de radio Buenos Aires: Ed. Octubre. ISBN 978-987-3957-45-1